# James Chiona
James Chiona (* 1924 in Bandawe, Malawi; † 18. August 2008 in Chiradzulu, Malawi) war Erzbischof von Blantyre, Malawi.

## Leben
James Chiona empfing die Priesterweihe am 12. September 1954 für das damalige Apostolische Vikariat von Blantyre.
1965 wurde er von Papst Paul VI. zum Titularbischof von Bacanaria ernannt und zum Weihbischof im Erzbistum Blantyre bestellt. Die Bischofsweihe spendete ihm am 3. Juni 1968 der Erzbischof von Blantyre, John Baptist Hubert Theunissen SSM, selbst; Mitkonsekratoren waren Cornelius Chitsulo, Bischof von Dedza in Malawi, und Lawrence Pullen Hardman SSM, Bischof von Zomba in Malawi. Nach dem Rücktritt von Erzbischof Theunissen wurde er 1967 Erzbischof des Erzbistums Blantyre. Seinem altersbedingten Rücktrittsgesuch wurde 2001 durch Johannes Paul II. stattgegeben.
James Chiona engagierte sich in vielfältiger Weise in seiner Heimat und war einer der „größten Persönlichkeiten in der Kirche und Gesellschaft Malawis“; er wurde als „Retter Malawis vor der Diktatur“ bezeichnet. Chiona initiierte 1992 zusammen mit sechs weiteren Bischöfen mittels des Hirtenbriefs „Living Our Faith“ die Umwandlung Malawis vom Einparteienstaat der Malawi Congress Party MCP des seit 1964 regierenden Premierministers Hastings Kamuzu Banda zu einem Mehrparteien-Staat mit freien Wahlen.